# Дмохи-Вохи
Дмохи-Вохи (пол. Dmochy-Wochy) — село в Польщі, у гміні Чижев Високомазовецького повіту Підляського воєводства.
Населення — 112 осіб (2011).
У 1975-1998 роках село належало до Ломжинського воєводства.

## Демографія
Демографічна структура станом на 31 березня 2011 року:
|          | Загалом | Допрацездатний вік | Працездатний вік | Постпрацездатний вік |
| -------- | ------- | ------------------ | ---------------- | -------------------- |
| Чоловіки | 57      | 9                  | 34               | 14                   |
| Жінки    | 55      | 11                 | 28               | 16                   |
| Разом    | 112     | 20                 | 62               | 30                   |